# Indigoide
Indigoide é uma substância química que serve para a produção de pigmentos químicos.